# 日本ミステリー文学大賞新人賞
日本ミステリー文学大賞新人賞（にほんミステリーぶんがくたいしょうしんじんしょう）は、光文文化財団が主催する公募新人文学賞である。400字詰め原稿用紙換算で350枚から600枚の、広義のミステリー作品を募集する。受賞者には正賞としてシエラザード像、副賞として賞金500万円が与えられる。
同財団が主催するミステリーの賞にはほかに、推理小説の発展に貢献のあった作家・評論家に贈られる日本ミステリー文学大賞がある。

## 選考委員
- 第1回 - 第2回：内田康夫、北方謙三、西村京太郎、森村誠一
- 第3回 - 第4回：内田康夫、北方謙三、島田荘司、夏樹静子、森村誠一
- 第5回 - 第6回：赤川次郎、大沢在昌、島田荘司、夏樹静子
- 第7回 - 第8回：赤川次郎、大沢在昌、北村薫、高橋克彦
- 第9回 - 第10回：有栖川有栖、北村薫、高橋克彦、田中芳樹
- 第11回 - 第12回：有栖川有栖、石田衣良、田中芳樹、若竹七海
- 第13回 - 第14回：綾辻行人、石田衣良、近藤史恵、藤田宜永
- 第15回 - 第16回：綾辻行人、近藤史恵、今野敏、藤田宜永
- 第17回 - 第18回：あさのあつこ、笠井潔、今野敏、藤田宜永
- 第19回 - 第20回：あさのあつこ、綾辻行人、笠井潔、朱川湊人
- 第21回 - 第22回：綾辻行人、篠田節子、朱川湊人、若竹七海
- 第23回 - 第24回：有栖川有栖、恩田陸、篠田節子、朱川湊人
- 第25回 - 第26回：有栖川有栖、恩田陸、辻村深月、薬丸岳
- 第27回 - 第28回：月村了衛、辻村深月、湊かなえ、薬丸岳
- 第29回 - 月村了衛、中山七里、葉真中顕、湊かなえ

## 受賞作一覧
初刊は光文社、文庫は光文社文庫から刊行される。
| 回（年度）          | 応募総数 | 賞         | 著者         | タイトル                             | 初刊       | 文庫化                          |
| ------------------- | -------- | ---------- | ------------ | ------------------------------------ | ---------- | ------------------------------- |
| 第1回 （1997年度）  | 252編    | 受賞       | 井谷昌喜     | クライシスF                          | 1998年3月  | 1999年8月                       |
| 第1回 （1997年度）  | 252編    | 候補       | 紀尾奈椎     | OWL〜オウル                          |            |                                 |
| 第1回 （1997年度）  | 252編    | 候補       | 白岩りん     | 冬の回廊                             |            |                                 |
| 第1回 （1997年度）  | 252編    | 候補       | 清水生成     | ルーズフィット                       |            |                                 |
| 第2回 （1998年度）  | 166編    | 受賞       | 大石直紀     | パレスチナから来た少女               | 1999年3月  | 2001年3月                       |
| 第2回 （1998年度）  | 166編    | 候補       | 乙丸出穂     | 火宴                                 |            |                                 |
| 第2回 （1998年度）  | 166編    | 候補       | 橘恭平       | 悲死病棟                             |            |                                 |
| 第2回 （1998年度）  | 166編    | 候補       | 清水生成     | 花                                   |            |                                 |
| 第2回 （1998年度）  | 166編    | 候補       | 葵田栄太郎   | 夏の日差しと優しい風                 |            |                                 |
| 第3回 （1999年度）  | 139編    | 受賞       | 高野裕美子   | サイレント・ナイト                   | 2000年3月  | 2002年6月                       |
| 第3回 （1999年度）  | 139編    | 候補       | 松尾詩朗     | 彼は残業だったので                   | 2000年6月  |                                 |
| 第3回 （1999年度）  | 139編    | 候補       | 柊遠海       | 傷つけるものの容（かたち）をして     |            |                                 |
| 第3回 （1999年度）  | 139編    | 候補       | 海老沼三郎   | 米軍基地から来た女                   |            |                                 |
| 第3回 （1999年度）  | 139編    | 候補       | 市川智洋     | エンジェル                           |            |                                 |
| 第4回 （2000年度）  | 134編    | 佳作       | 成定春彦     | HEAT                                 | 2001年3月  |                                 |
| 第4回 （2000年度）  | 134編    | 佳作       | 菅野奈津     | 涙の川                               | 2001年3月  |                                 |
| 第4回 （2000年度）  | 134編    | 候補       | 松本真樹     | 脂肪の塊／悪い夢                     |            |                                 |
| 第4回 （2000年度）  | 134編    | 候補       | 田島歩       | 漂流者よ、目を覚ませ                 |            |                                 |
| 第5回 （2001年度）  | 147編    | 受賞       | 岡田秀文     | 太閤暗殺                             | 2002年3月  | 2004年3月 2012年6月（双葉文庫） |
| 第5回 （2001年度）  | 147編    | 候補       | 福田栄一     | Posse                                |            |                                 |
| 第5回 （2001年度）  | 147編    | 候補       | 横山仁       | 戦火いまだ止まず                     |            |                                 |
| 第6回 （2002年度）  | 138編    | 受賞       | 三上洸       | アリスの夜                           | 2003年3月  |                                 |
| 第6回 （2002年度）  | 138編    | 候補       | 河野達哉     | 鏡像                                 |            |                                 |
| 第6回 （2002年度）  | 138編    | 候補       | 横山仁       | 蘭とはただ散りゆくもの               |            |                                 |
| 第7回 （2003年度）  | 148編    | 該当作なし | 該当作なし   | 該当作なし                           | 該当作なし | 該当作なし                      |
| 第7回 （2003年度）  | 148編    | 候補       | 前川裕       | 怨恨殺人（グラッジキリング）         |            |                                 |
| 第7回 （2003年度）  | 148編    | 候補       | 白鳥翔       | 裁かれぬ殺人者                       |            |                                 |
| 第7回 （2003年度）  | 148編    | 候補       | 東山千里     | 白い夜                               |            |                                 |
| 第7回 （2003年度）  | 148編    | 候補       | 戸田有哉     | RUN                                  |            |                                 |
| 第8回 （2004年度）  | 152編    | 受賞       | 新井政彦     | ユグノーの呪い                       | 2005年3月  | 2007年3月                       |
| 第8回 （2004年度）  | 152編    | 候補       | 南藤明謬     | 赤心人ヲ殺ス――寛文上杉家連続殺人事件 |            |                                 |
| 第8回 （2004年度）  | 152編    | 候補       | 門脇啓       | サンザシの丘                         |            |                                 |
| 第8回 （2004年度）  | 152編    | 候補       | 児島毅       | アルゴリズムの鬼手                   |            |                                 |
| 第9回 （2005年度）  | 140編    | 該当作なし | 該当作なし   | 該当作なし                           | 該当作なし | 該当作なし                      |
| 第9回 （2005年度）  | 140編    | 候補       | 白井八郎     | レッドストーム                       |            |                                 |
| 第9回 （2005年度）  | 140編    | 候補       | 川中大樹     | 新生の季節                           |            |                                 |
| 第9回 （2005年度）  | 140編    | 候補       | 市川智洋     | ストラスブールの羊飼い               |            |                                 |
| 第9回 （2005年度）  | 140編    | 候補       | 中川裕子     | かげろふ鬼の棺                       |            |                                 |
| 第9回 （2005年度）  | 140編    | 候補       | 真観屋七音   | どつぼ                               |            |                                 |
| 第10回 （2006年度） | 123編    | 受賞       | 海野碧       | 水上のパッサカリア                   | 2007年3月  | 2009年8月                       |
| 第10回 （2006年度） | 123編    | 候補       | 市川智洋     | マリオネットの行方                   |            |                                 |
| 第10回 （2006年度） | 123編    | 候補       | 田村優之     | ジェリーフィッシュの歌が聞こえる     |            |                                 |
| 第10回 （2006年度） | 123編    | 候補       | 西岡慎吾     | 抗う君には奇跡を                     |            |                                 |
| 第11回 （2007年度） | 113編    | 受賞       | 緒川怜       | 霧のソレア                           | 2008年3月  | 2010年3月                       |
| 第11回 （2007年度） | 113編    | 候補       | 松村美香     | アプサラが微笑むとき                 |            |                                 |
| 第11回 （2007年度） | 113編    | 候補       | 阪本慎一     | 闇の蝶                               |            |                                 |
| 第11回 （2007年度） | 113編    | 候補       | 市川智洋     | 青の迷路（ピグメント・ブルー）       |            |                                 |
| 第12回 （2008年度） | 151編    | 受賞       | 結城充考     | プラ・バロック                       | 2009年3月  | 2011年3月                       |
| 第12回 （2008年度） | 151編    | 候補       | 戸南浩平     | 輝きすぎる夏                         |            |                                 |
| 第12回 （2008年度） | 151編    | 候補       | 菊谷智恵子   | コヨーテ・パズル                     | 2013年3月  |                                 |
| 第12回 （2008年度） | 151編    | 候補       | 石川角白     | 濡れた翼の銀のいろ                   |            |                                 |
| 第13回 （2009年度） | 166編    | 受賞       | 両角長彦     | ラガド 煉獄の教室                    | 2010年2月  | 2012年3月                       |
| 第13回 （2009年度） | 166編    | 候補       | 沢見一葉     | 孤独者たちのカノン                   |            |                                 |
| 第13回 （2009年度） | 166編    | 候補       | 高田亮       | 天国は激しく襲われる                 |            |                                 |
| 第13回 （2009年度） | 166編    | 候補       | 戸南浩平     | おつきさま                           |            |                                 |
| 第14回 （2010年度） | 168編    | 受賞       | 石川渓月     | 煙が目にしみる                       | 2011年2月  | 2013年3月                       |
| 第14回 （2010年度） | 168編    | 受賞       | 望月諒子     | 大絵画展                             | 2010年2月  | 2013年3月                       |
| 第14回 （2010年度） | 168編    | 候補       | 市川智洋     | 明日への飛翔                         |            |                                 |
| 第14回 （2010年度） | 168編    | 候補       | 戸南浩平     | 青の彼方へなお遠く                   |            |                                 |
| 第15回 （2011年度） | 157編    | 受賞       | 前川裕       | クリーピー                           | 2012年2月  | 2014年3月                       |
| 第15回 （2011年度） | 157編    | 受賞       | 川中大樹     | 茉莉花（サンパギータ）               | 2012年2月  | 2014年3月                       |
| 第15回 （2011年度） | 157編    | 候補       | 市川智洋     | 伏流水                               |            |                                 |
| 第15回 （2011年度） | 157編    | 候補       | 戸南浩平     | BALANCE（バランス）                  |            |                                 |
| 第16回 （2012年度） | 166編    | 受賞       | 葉真中顕     | ロスト・ケア                         | 2013年2月  | 2015年2月                       |
| 第16回 （2012年度） | 166編    | 候補       | 市川智洋     | スパイダー ドリーム                  |            |                                 |
| 第16回 （2012年度） | 166編    | 候補       | 富原田りんね | ダブルムーンにくちづけを             |            |                                 |
| 第16回 （2012年度） | 166編    | 候補       | 夏みちる     | ツバサ                               |            |                                 |
| 第17回 （2013年度） | 203編    | 受賞       | 嶋中潤       | 代理処罰                             | 2014年2月  | 2016年3月                       |
| 第17回 （2013年度） | 203編    | 候補       | 栁沼庸介     | コンプライアンス                     |            |                                 |
| 第17回 （2013年度） | 203編    | 候補       | 戸南浩平     | 炎冠                                 |            |                                 |
| 第17回 （2013年度） | 203編    | 候補       | 村瀬渉       | 沈黙の祈り                           |            |                                 |
| 第18回 （2014年度） | 173編    | 受賞       | 直原冬明     | 十二月八日の幻影                     | 2015年2月  | 2017年2月                       |
| 第18回 （2014年度） | 173編    | 候補       | 榊諒悟       | キャピタリスト                       |            |                                 |
| 第18回 （2014年度） | 173編    | 候補       | 戸南浩平     | ワルモン                             |            |                                 |
| 第18回 （2014年度） | 173編    | 候補       | 吉原啓二     | GMモンスター                         |            |                                 |
| 第19回 （2015年度） | 172編    | 受賞       | 嶺里俊介     | 星宿る虫                             | 2016年2月  | 2018年3月                       |
| 第19回 （2015年度） | 172編    | 候補       | 碓井圭       | 罪を継ぐ者                           |            |                                 |
| 第19回 （2015年度） | 172編    | 候補       | 吉田直生     | 捕食者                               |            |                                 |
| 第19回 （2015年度） | 172編    | 候補       | 斉木円       | モダン・グラディエーター             |            |                                 |
| 第20回 （2016年度） | 194編    | 受賞       | 戸南浩平     | 木足の猿                             | 2017年2月  | 2019年3月                       |
| 第20回 （2016年度） | 194編    | 候補       | 松野美加子   | 泳いだ人                             |            |                                 |
| 第20回 （2016年度） | 194編    | 候補       | 越尾圭       | さいはての楽園                       |            |                                 |
| 第20回 （2016年度） | 194編    | 候補       | 吉原啓二     | ハンドラー                           |            |                                 |
| 第21回 （2017年度） | 183編    | 受賞       | 北原真理     | 沸点桜（ボイルドフラワー）           | 2018年2月  | 2020年3月                       |
| 第21回 （2017年度） | 183編    | 候補       | 雨地草太郎   | 幻狼亭事件                           |            |                                 |
| 第21回 （2017年度） | 183編    | 候補       | 犬塚理人     | 蒼ざめた馬に乗れ                     |            |                                 |
| 第21回 （2017年度） | 183編    | 候補       | 斎堂琴湖     | レンタル探偵と雪の街                 |            |                                 |
| 第22回 （2018年度） | 139編    | 受賞       | 辻寛之       | インソムニア                         | 2019年2月  | 2021年3月                       |
| 第22回 （2018年度） | 139編    | 候補       | 越尾圭       | まぼろしの人                         |            |                                 |
| 第22回 （2018年度） | 139編    | 候補       | 斎堂琴湖     | アクリルムーン                       |            |                                 |
| 第22回 （2018年度） | 139編    | 候補       | システムL    | 神なき国に                           |            |                                 |
| 第22回 （2018年度） | 139編    | 候補       | 服部倫       | 捕食寄生                             |            |                                 |
| 第23回 （2019年度） | 139編    | 受賞       | 城戸喜由     | 暗黒残酷監獄                         | 2020年2月  | 2022年3月                       |
| 第23回 （2019年度） | 139編    | 候補       | 麻加朋       | フランケン・ドリーマー               |            |                                 |
| 第23回 （2019年度） | 139編    | 候補       | 寺田剛       | 三月に舞った免罪符                   |            |                                 |
| 第23回 （2019年度） | 139編    | 候補       | 西形明将     | ジャンヌ・ダルクの事件簿             |            |                                 |
| 第24回 （2020年度） | 138編    | 受賞       | 茜灯里       | 馬疫                                 | 2021年2月  | 2023年3月                       |
| 第24回 （2020年度） | 138編    | 候補       | 麻加朋       | 破綻譜セレナーデ                     |            |                                 |
| 第24回 （2020年度） | 138編    | 候補       | 椎名勇一郎   | ME                                   |            |                                 |
| 第24回 （2020年度） | 138編    | 候補       | 山本純嗣     | 贖罪の羊、虎を喰む                   |            |                                 |
| 第25回 （2021年度） | 132編    | 受賞       | 麻加朋       | 青い雪                               | 2022年2月  | 2024年3月                       |
| 第25回 （2021年度） | 132編    | 受賞       | 大谷睦       | クラウドの城                         | 2022年2月  | 2024年3月                       |
| 第25回 （2021年度） | 132編    | 候補       | 黒澤主計     | 人間たちにはわからない               |            |                                 |
| 第25回 （2021年度） | 132編    | 候補       | 斎堂琴湖     | 荊姫は電気兎の夢を見る               |            |                                 |
| 第26回 （2022年度） | 147編    | 受賞       | 柴田祐紀     | 60%                                  | 2023年2月  | 2025年3月                       |
| 第26回 （2022年度） | 147編    | 候補       | 伊藤信吾     | 第一号法廷の死                       |            |                                 |
| 第26回 （2022年度） | 147編    | 候補       | 榛葉丈       | 残叫                                 |            |                                 |
| 第26回 （2022年度） | 147編    | 候補       | 山本純嗣     | 夜明けの篝火                         |            |                                 |
| 第27回 （2023年度） | 188編    | 受賞       | 斎堂琴湖     | 燃える氷華                           | 2024年3月  |                                 |
| 第27回 （2023年度） | 188編    | 候補       | 伊藤信吾     | 揺れる三つ葉                         |            |                                 |
| 第27回 （2023年度） | 188編    | 候補       | 柏村純       | 無邪気な犯罪者～象牙の塔の人々       |            |                                 |
| 第27回 （2023年度） | 188編    | 候補       | 村井なお     | 思い出爆破計画                       |            |                                 |
| 第28回 （2024年度） | 205編    | 受賞       | 衣刀信吾     | 午前零時の評議室                     | 2025年3月  |                                 |
| 第28回 （2024年度） | 205編    | 候補       | 柏村純       | 彷徨う虫                             |            |                                 |
| 第28回 （2024年度） | 205編    | 候補       | 雲井登一     | シリコンゲーム                       |            |                                 |
| 第28回 （2024年度） | 205編    | 候補       | 榛葉丈       | 夏のかさぶた                         |            |                                 |

## 受賞者によるアンソロジー
- 街は謎でいっぱい～日本ミステリー文学大賞新人賞受賞作家アンソロジー～ （2018年5月 光文社文庫）
  - 大石直紀、岡田秀文、新井政彦、望月諒子、嶺里俊介
- 街を歩けば謎に当たる～日本ミステリー文学大賞新人賞受賞作家アンソロジー2～ （2019年6月 光文社文庫）
  - 海野碧、両角長彦、石川渓月、川中大樹、前川裕